# خولیو ماکات
خولیو ماکات (اسپانیایی: Julio Macat‎؛ زادهٔ ۲۰ ژوئن ۱۹۵۷) فیلم‌بردار اهل ایالات متحده آمریکا زاده آرژانتین است.

## فیلم‌شناسی
| سال  | نام                                        | کارگردان                     | توضیحات                 |
| ---- | ------------------------------------------ | ---------------------------- | ----------------------- |
| ۱۹۸۹ | Out of the Dark                            | Michael Schroeder            |                         |
| ۱۹۹۰ | تنها در خانه                               | کریس کلمبوس                  |                         |
| ۱۹۹۱ | قرض‌گیر                                     | جان مک‌ناتن                   |                         |
| ۱۹۹۱ | Only the Lonely                            | کریس کالامبس                 |                         |
| ۱۹۹۲ | تنها در خانه ۲: گم‌شده در نیویورک           | کریس کالامبس                 |                         |
| ۱۹۹۳ | این طور شد که با قاتل تبربه‌دست ازدواج کردم | توماس اشلامه                 |                         |
| ۱۹۹۴ | ایس ونچورا: کارآگاه حیوانات                | تام شادیاک                   |                         |
| ۱۹۹۴ | معجزه در خیابان سی و چهارم                 | لس میفیلد                    |                         |
| ۱۹۹۵ | Moonlight and Valentino                    | David Anspaugh               |                         |
| ۱۹۹۶ | پروفسور دیوانه                             | تام شدیاک                    |                         |
| ۱۹۹۶ | هموطنان آمریکایی من                        | پیتر سگال                    |                         |
| ۱۹۹۷ | تنها در خانه ۳                             | راجا گاسنل                   |                         |
| ۱۹۹۹ | دیوانه در آلاباما                          | آنتونیو باندراس              |                         |
| ۲۰۰۱ | برنامه‌ریز عروسی                            | آدام شنکمن                   |                         |
| ۲۰۰۱ | گربه‌ها و سگ‌ها                              | Lawrence Guterman            |                         |
| ۲۰۰۲ | پیاده‌روی به‌یادماندنی                       | آدام شنکمن                   |                         |
| ۲۰۰۲ | Ballistic: Ecks vs. Sever                  | Wych Kaosayananda            |                         |
| ۲۰۰۳ | Bringing Down the House                    | آدام شنکمن                   |                         |
| ۲۰۰۴ | Catch That Kid                             | بارت فرویندلیش               |                         |
| ۲۰۰۵ | مهمانان ناخوانده عروسی                     | دیوید دابکین                 |                         |
| ۲۰۰۶ | Blind Dating                               | جیمز کیچ                     |                         |
| ۲۰۰۷ | Because I Said So                          | مایکل لمان                   |                         |
| ۲۰۰۸ | روز کلمب                                   | Charles Burmeister           |                         |
| ۲۰۰۸ | آسفیکسی                                    | Vince Di Meglio              |                         |
| ۲۰۰۹ | Thick as Thieves                           | میمی لدر                     |                         |
| ۲۰۱۰ | Our Family Wedding                         | Rick Famuyiwa                |                         |
| ۲۰۱۱ | وینی د پو                                  | Stephen J. Anderson Don Hall | Live-action scenes only |
| ۲۰۱۲ | آوازخوان حرفه‌ای                            | جیسون مور                    |                         |
| ۲۰۱۳ | شربت                                       | Aram Rappaport               |                         |
| ۲۰۱۴ | مخلوط                                      | فرانک کوراکی                 |                         |
| ۲۰۱۴ | رئیس‌های وحشتناک ۲                          | شان آندرس                    |                         |
| ۲۰۱۵ | خونه بابا                                  | شان آندرس                    |                         |
| ۲۰۱۶ | رئیس                                       | بن فالکون                    |                         |
| ۲۰۱۶ | Middle School: The Worst Years of My Life  | Steve Carr                   |                         |
| ۲۰۱۷ | خونه بابا ۲                                | Sean Anders                  |                         |
| ۲۰۱۸ | پایه مهمانی                                | Ben Falcone                  |                         |
| ۲۰۱۹ | After the Wedding                          | Bart Freundlich              |                         |